# 10x Genomics
10x Genomics公司是一家2012年成立的美国生物技术公司，总部位于美国加利福尼亚州普莱森顿。